# Casa cu arcade (Lábasház)
Casa cu arcade (Lábasház) este un monument istoric aflat pe teritoriul municipiului Sfântu Gheorghe.

#### Casa cu Arcade, Sfântu Gheorghe
Casa cu Arcade din Sfântu Gheorghe găzduieşte mai multe ONG-uri din oraş, precum şi biroul de informare turistică Tourinfo. Aici funcţionează şi două săli de expoziţie aflându-se în grija filialei din Sfântu Gheorghe a Uniunii Artiştilor Plastici din România. Casa cu Arcade găzduieşte o expoziţie monografică multimedia permanentă, unde vizitatorii pot afla informaţii despre istoria oraşului Sfântu Gheorghe, activitatea culturală bogată a oraşului şi diferite momente istorice care au trecut peste oraşul nostru.
ONG-urile care funcţionează în Casa cu Arcade:
- Asociaţia Alpin Sport
- Asociaţia Sugás a Pensionarilor
- Biroul de informare turistică Tourinfo
- Biroul de consiliere pentru cetăţeni
- Asociaţia pentru Promovarea Artei Fotografice „Gyulai Ferenc”
- Fundaţia Etna
- Asociaţia Tinerilor din Judeţul Covasna – HÁRIT
- Asociaţia Tinerilor Maghiari – Biroul de Tineret Turulmadár
- Asociaţia Mihai Viteazul
- Centru de resurse pentru tineret (sursa)

Casa cu Arcade din Sfântu Gheorghe, judeţul Covasna este unul dintre cele mai importante monumente istorice şi arhitecturale din această localitate. Existenţa ei este strâns legată de anul 1764, când împărăteasa Maria Tereza i-a obligat pe secui să urmeze serviciul grăniceresc.
Astfel, oraşul Sfântu Gheorghe a fost transformat în reşedinţă pentru comandamentul regimenului de husari şi era necesară construcţia unui sediu. Astfel, în anul 1812 a fost ridicată actuala Casăț cu Arcade, în care garnizoana de grăniceri s-a stabilit. Clădirea a fost construită pe locul unei alte case, care iniţial a avut acelaşi rol. Însă aceasta nu era îndeajuns de mare pentru nevoile grănicerilor.
Clădirea a fost construită într-un stil clasic, elementele care ies cel mai bine în evidenţă chiar şi astăzi fiind faţada principală, precum şi arcadele care se sprijină pe patru stâlpi care au secţiunea pătrată. Casa are importanţă istorică şi datorită faptului că în anul 1854, Francisc Bartalis şi Jozsef Varadi, revoluţionari în 1848, au fost aduşi aici înainte să fie executaţi.
Începând cu a doua jumătate a secolului al XX-lea şi până în anul 2003, Casa cu Arcade a găzduit Arhivele Statului din cadrul secţiei judeţene Covasna. În anul 2011, Consiliul Local din oraş s-a gândit că nu are rost ca această casă să nu fie folosită, aşa că a decis să îi lase pe cei de la Asociaţia Artiştilor Plastici din Covasna să se folosească de ea. Acest lucru a fost influenţat şi pentru că Galeria de Artă din oraş este suprasolicitată, iar tinerii artişti trebuie să se afirme cumva.
Astfel, cei din Asociaţie s-au şi gândit cum să reorganizeze spaţiul din Casă cu Arcade: sălile de la subsol cuprind colecţii de fotografie, ilustraţii şi obiecte de artă plastică, precum figurine, iar sala cea mare de la etaj este folosită pentru expoziţii mai mari şi pentru organizarea evenimentelor ce ţin de artă. (sursa)